# Berthemont-les-Bains
Berthemont-les-Bains est un hameau des Alpes-Maritimes appartenant à la commune de Roquebillière (département des Alpes-Maritimes, région Provence-Alpes-Côte d'Azur). Il est situé à environ 55 km au nord de Nice, dans la vallée de la Vésubie. 
Le site, réputé pour ses eaux sulfureuses radioactives à 30 °C qui soignent les affections respiratoires, les rhumatismes et les troubles articulaires, est la principale station thermale de la Côte d’Azur.
Selon une tradition étonnamment vivace, le site aurait accueilli une impératrice romaine au IIIe siècle, Cornelia Salonina, épouse de l'empereur romain Gallien, qui serait venue s'y soigner. 
D’après des travaux récents, « la tradition conservée d’un passage à Berthemont-les-Bains de Salonine, pour s’y soigner en prenant les eaux sulfurées, est suffisamment tenace pour avoir un fondement historique. Des fragments de tegulae qui ont été retrouvés à Berthemont laissent supposer une utilisation du site, et donc des sources, depuis les Romains. ».
Le hameau comprend une maison de vacances accueillant traditionnellement  de jeunes Niçois en colonies de vacances. Les deux bâtiments et le domaine furent donnés par le général Édouard Corniglion-Molinier à l'Œuvre de la Condamine. Celle-ci céda son exploitation à l'association la Semeuse qui en fit un village vacances proposant des séjours familiaux tout en continuant d'organiser des centres de vacances pour enfants.

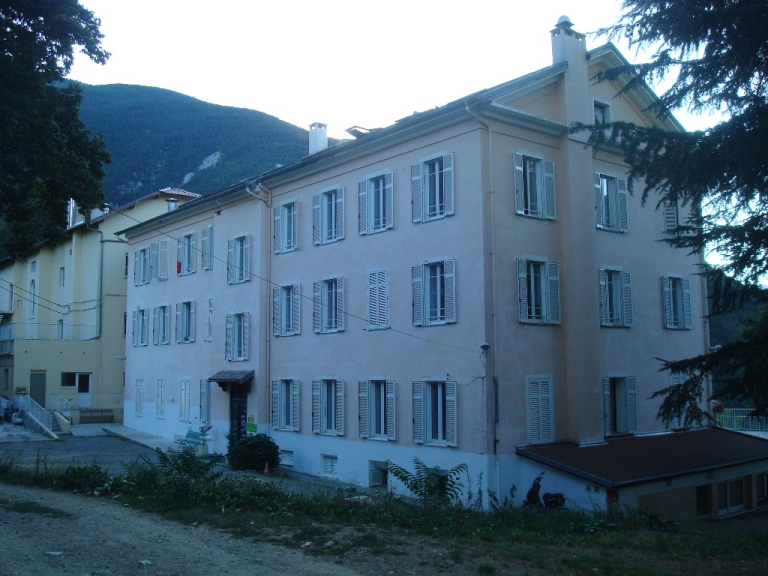
La Semeuse
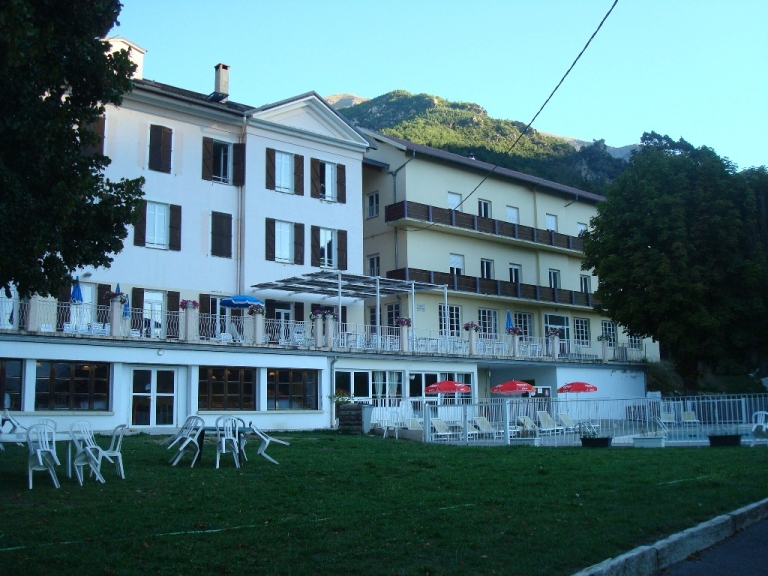
La Semeuse (parc)